# Arthroleptis stridens
Espèce
Synonymes
- Schoutedenella stridens Pickersgill, 2007

Statut de conservation UICN

 DD  : Données insuffisantes
Arthroleptis stridens est une espèce d'amphibiens de la famille des Arthroleptidae.

## Répartition
Cette espèce est endémique de Tanzanie. Elle se rencontre dans la Kambai Forest Reserve et la Longuza Forest Reserve à 300 m d'altitude aux pieds des monts Usambara.

## Publication originale
- Pickersgill, 2007 : Frog Search. Results of Expeditions to Southern and Eastern Africa from 1993-1999. Frankfurt Contributions to Natural History, vol. 28, p. 1-575.